# Deeper and Deeper (singel Madonny)
Deeper and Deeper – drugi singel Madonny, z jej piątego albumu Erotica. Jest to najbardziej żywiołowy utwór na płycie. Zdjęcie z okładki wykonał Wayne Maser. Reżyserem klipu jest Bobby Woods. Teledysk przedstawia historię dziewczyny, która szuka miłości w klubach disco, przy okazji odkrywając ich mroczne strony a także samą siebie. Przedstawiono tutaj też proces dorastania, co można odczytać w ulatujących balonach. W „Deeper And Deeper” użyto sampla wcześniejszej piosenki Madonny Vogue. Wers „When you know the notes to sing, you can sing most anything” jest nawiązaniem do piosenki Do-Re-Mi z musicalu pt. „The Sound of Music”.